# Craig (Iowa)
Craig es una ciudad situada en el condado de Plymouth, en el estado de Iowa, Estados Unidos. Según el censo de 2010 tenía una población de 89 habitantes.

## Geografía
Según la Oficina del Censo de los Estados Unidos, la localidad tiene un área total de 0,23 km², la totalidad de los cuales 0,23 km² corresponden a tierra firme.

## Demografía
Según el censo de 2010, había 89 personas residiendo en la localidad. La densidad de población era de 386,96 hab./km². Había 45 viviendas con una densidad media de 195,65 viviendas/km². El 100% de los habitantes eran blancos.